# Les clameurs se sont tues
Pour les articles homonymes, voir The Brave One.
Pour plus de détails, voir Fiche technique et Distribution.
Les clameurs se sont tues (titre original : The Brave One) est un film américain réalisé par Irving Rapper et sorti en 1956.

## Synopsis
Un jeune vaquero mexicain, qui veut sauver son taureau adoré Gitano d'un duel mortel dans l'arène face à un matador renommé, se rend à la capitale pour demander sa grâce auprès du président.

## Fiche technique
- Titre original : The Brave One
- Réalisation : Irving Rapper
- Scénario : Dalton Trumbo (sous le pseudonyme de  Robert Rich), Harry S. Franklin, Merrill G. White
- Photographie : Jack Cardiff
- Montage : Merrill G. White
- Musique : Victor Young
- Production : King Bros. Productions, Inc.
- Distribution : RKO Radio Pictures, Inc.
- Pays de production :  États-Unis
- Langue : Anglais
- Lieu de tournage : Mexico
- Format : Couleur (Technicolor) cinémascope
- Genre : Film dramatique
- Durée : 100 minutes
- Date de sortie : 
  - États-Unis : 26 octobre 1956

## Distribution
- Michel Ray (en) : Leonardo Rosillo
- Rodolfo Hoyos Jr. : Rafael Rosillo, le père de Leonardo
- Elsa Cárdenas : Maria Rosillo, la grande soeur de Leonardo
- Fermín Rivera (es) : lui-même (le matador)
- Carlos Navarro : Don Alejandro Videgaray
- Joi Lansing : Marion Randall
- Rafael Alcayde (non crédité) : señor Vargas, le régisseur de Don Alejandro
- Beatriz Ramos (non créditée) : señorita Sanchez, l'institutrice

## Autour du film
Le scénariste Dalton Trumbo, qui figurait au générique sous un nom d'emprunt en raison de la liste noire éditée par le House of Un-American Activities Committee (HUAC), n'a reçu officiellement son Oscar de la meilleure histoire originale qu'en 1975.

## Récompenses et distinctions
- Oscar de la meilleure histoire originale
- Nommé pour l'Oscar du meilleur mixage de son
- Nommé pour l'Oscar du meilleur montage